# Proyecto Oxygen
Proyecto Oxygen fue el nombre de un proyecto que tuvo como objetivo crear un conjunto de estilos visuales para el escritorio KDE en su versión 4.
Fue reemplazado por Breeze como estilo visual por defecto tras lanzarse KDE Plasma 5; si bien es posible seguir usándolo mediante la instalación de un paquete externo.

## Historia
El propósito original del proyecto era crear un nuevo conjunto de iconos extendido a un nuevo tema visual, que incluía cursores, widgets y un tema de ventanas. Representó un quiebre con respecto al estilo caricaturista de KDE 3, ya que se adaptó una apariencia más foto-realista. Uno de los objetivos que se tenía con Oxygen era proveer un escritorio bonito y que no distrajera al usuario en la medida de lo posible, por lo que todos los elementos gráficos están diseñados con una paleta de colores de baja saturación.

### Composición
El Proyecto Oxygen ofrece iconos estándar, pautas y una guía de estilo. Durante su desarrollo, se tomaron en consideración las pautas de Especificación de Nombrado de Iconos Estándar y Tema de Iconos Estándar de freedesktop.org (Standard Icon Naming Specification and Standard Icon Theme), permitiendo conseguir una amplia consistencia entre las aplicaciones.

### Oxygen Fonts
El 21 de diciembre de 2011, fueron anunciadas las tipografías para el tema Oxygen como parte de un proyecto aparte.